# Хорватія на зимових Олімпійських іграх 2018
Хорватія на зимових Олімпійських іграх 2018, що проходили з 9 по 25 лютого 2018 у Пхьончхані (Південна Корея), була представлена 19 спортсменами в 4 видах спорту.

## Спортсмени
| Вид спорту          | Чоловіки | Жінки | Всього |
| ------------------- | -------- | ----- | ------ |
| Гірськолижний спорт | 6        | 4     | 10     |
| Бобслей             | 4        | 0     | 4      |
| Лижні перегони      | 1        | 2     | 3      |
| Санний спорт        | 0        | 1     | 1      |
| Усього              | 12       | 7     | 19     |

## Гірськолижний спорт

### Чоловіки
| Спортсмен        | Дисципліна         | 1 спуск | 1 спуск | 2 спуск | 2 спуск | Всього  | Всього |
| Спортсмен        | Дисципліна         | Час     | Місце   | Час     | Місце   | Час     | Місце  |
| ---------------- | ------------------ | ------- | ------- | ------- | ------- | ------- | ------ |
| Еліас Колега     | Слалом             | 51.18   | 29      | 50.94   | 4       | 1:42.12 | 23     |
| Семюел Колега    | Гігантський слалом | 1:14.61 | 45      | 1:14.13 | 36      | 2:28.74 | 37     |
| Істок Родеш      | Слалом             | 49.60   | 18      | 51.81   | 22      | 1:41.41 | 21     |
| Матей Відовіч    | Слалом             | DNF     | DNF     | DNF     | DNF     | DNF     | DNF    |
| Натко Зрнчіч-Дім | Комбінація         | 1:22.07 | 40      | 48.48   | 13      | 2:10.15 | 19     |
| Натко Зрнчіч-Дім | Швидкісний спуск   | Н/Д     | Н/Д     | Н/Д     | Н/Д     | DNS     | DNS    |
| Натко Зрнчіч-Дім | Супергігант        | Н/Д     | Н/Д     | Н/Д     | Н/Д     | 1:27.05 | 29     |
| Філіп Зубчич     | Комбінація         | 1:21.54 | 28      | 48.06   | 8       | 2:09.60 | 29     |
| Філіп Зубчич     | Гігантський слалом | 1:10.95 | 23      | 1:10.89 | 19      | 2:21.84 | 24     |
| Філіп Зубчич     | Слалом             | DNF     | DNF     | DNF     | DNF     | DNF     | DNF    |
| Філіп Зубчич     | Супергігант        | Н/Д     | Н/Д     | Н/Д     | DNF     | DNF     | DNF    |

### Жінки
| Спортсмен     | Дисципліна         | 1 спуск | 1 спуск | 2 спуск | 2 спуск | Всього  | Всього |
| Спортсмен     | Дисципліна         | Час     | Місце   | Час     | Місце   | Час     | Місце  |
| ------------- | ------------------ | ------- | ------- | ------- | ------- | ------- | ------ |
| Андреа Комшіч | Гігантський слалом | 1:15.54 | 31      | 1:12.96 | 32      | 2:28.50 | 32     |
| Андреа Комшіч | Слалом             | 53.41   | 36      | 52.85   | 32      | 1:46.26 | 31     |
| Леона Попович | Комбінація         | DNS     | DNS     | DNS     | DNS     | DNS     | DNS    |
| Леона Попович | Гігантський слалом | DNF     | DNF     | DNF     | DNF     | DNF     | DNF    |
| Іда Штімац    | Гігантський слалом | 1:16.86 | 40      | 1:14.32 | 36      | 2:31.18 | 34     |
| Іда Штімац    | Слалом             | 54.14   | 37      | DNF     | DNF     | DNF     | DNF    |
| Лана Збашник  | Гігантський слалом | DNS     | DNS     | DNS     | DNS     | DNS     | DNS    |

## Бобслей
| Спортсмен                                                | Дисципліна | 1 спуск | 1 спуск | 2 спуск | 2 спуск | 3 спуск | 3 спуск | 4 спуск | 4 спуск | Всього  | Всього |
| Спортсмен                                                | Дисципліна | Час     | Місце   | Час     | Місце   | Час     | Місце   | Час     | Місце   | Час     | Місце  |
| -------------------------------------------------------- | ---------- | ------- | ------- | ------- | ------- | ------- | ------- | ------- | ------- | ------- | ------ |
| Дражен Сіліч Бенедікт Нікпаль                            | Двійки     | 50.76   | 30      | 50.91   | 30      | 50.99   | 30      | Вибули  | Вибули  | 2:32.66 | 30     |
| Дражен Сіліч Мате Мезуліч Бенедікт Нікпаль Антоніо Зеліч | Четвірки   | 50.18   | 28      | 50.64   | 28      | 50.63   | 28      | Вибули  | Вибули  | 2:31.45 | 28     |

## Лижні перегони

### Дистанція
| Спортсмен         | Дисципліна                      | Класичний стиль | Класичний стиль | Вільний стиль | Вільний стиль | Фінал     | Фінал       | Фінал |
| Спортсмен         | Дисципліна                      | Час             | Місце           | Час           | Місце         | Час       | Відставання | Місце |
| ----------------- | ------------------------------- | --------------- | --------------- | ------------- | ------------- | --------- | ----------- | ----- |
| Крешімір Црнковіч | 15 км вільним стилем (чоловіки) | Н/Д             | Н/Д             | Н/Д           | Н/Д           | 36:44.7   | +3:00.8     | 47    |
| Крешімір Црнковіч | 30 км скіатлон (чоловіки)       | 44:31.3         | 58              | 38:25.1       | 44            | 1:23:26.9 | +7:06.9     | 53    |
| Еді Дадіч         | 15 км вільним стилем (чоловіки) | Н/Д             | Н/Д             | Н/Д           | Н/Д           | 36:57.2   | +3:13.3     | 53    |
| Еді Дадіч         | 30 км скіатлон (чоловіки)       | 44:45.2         | 60              | DNF           | DNF           | DNF       | DNF         | DNF   |
| Ведрана Малец     | 10 км вільним стилем (жінки)    | Н/Д             | Н/Д             | Н/Д           | Н/Д           | 30:20.3   | +5:19.8     | 71    |

### Спринт
| Спортсмен        | Дисципліна        | Кваліфікація | Кваліфікація | Чвертьфінал      | Чвертьфінал      | Півфінал         | Півфінал         | Фінал            | Фінал            |
| Спортсмен        | Дисципліна        | Час          | Місце        | Час              | Місце            | Час              | Місце            | Час              | Місце            |
| ---------------- | ----------------- | ------------ | ------------ | ---------------- | ---------------- | ---------------- | ---------------- | ---------------- | ---------------- |
| Еді Дадіч        | Спринт (чоловіки) | 3:33.17      | 69           | Завершив виступ  | Завершив виступ  | Завершив виступ  | Завершив виступ  | Завершив виступ  | Завершив виступ  |
| Ведрана Малец    | Спринт (жінки)    | 3:54.76      | 64           | Завершила виступ | Завершила виступ | Завершила виступ | Завершила виступ | Завершила виступ | Завершила виступ |
| Габрієла Скендер | Спринт (жінки)    | 3:56.23      | 65           | Завершила виступ | Завершила виступ | Завершила виступ | Завершила виступ | Завершила виступ | Завершила виступ |

## Санний спорт
| Спортсмен     | Дисципліна            | 1 спуск | 1 спуск | 2 спуск | 2 спуск | 3 спуск | 3 спуск | 4 спуск | 4 спуск | Всього   | Всього |
| Спортсмен     | Дисципліна            | Час     | Місце   | Час     | Місце   | Час     | Місце   | Час     | Місце   | Час      | Місце  |
| ------------- | --------------------- | ------- | ------- | ------- | ------- | ------- | ------- | ------- | ------- | -------- | ------ |
| Дарія Орбатов | Одиночні сани (жінки) | 48.615  | 28      | 48.252  | 28      | 48.686  | 29      | Вибула  | Вибула  | 2:25.553 | 27     |